# Dalselv Station
Dalselv Station (Dalselv stasjon) var en jernbanestation på Nordlandsbanen, der lå i Rana kommune i Norge. Den lå ca. 10 km sydvest for Mo i Rana.
Stationen åbnede 20. marts 1942, da banen blev forlænget fra Bjerka til Mo i Rana. Den blev nedgraderet til trinbræt 1. maj 1958. Betjeningen med persontog ophørte 1. januar 1989, og 28. maj 1989 blev stationen nedlagt.
Stationsbygningen blev opført i 1943-1944 efter tegninger af NSB Arkitektkontor. Den blev revet ned i 1974. I 1943 blev der desuden opført en toetages banevogterbolig i træ i laftekonstruktion med to tjenesteboliger.